# Последно предупреждение на Китай
„Последно предупреждение на Китай“ (на руски: последнее китайское предупреждение) е руски ироничен фразеологизъм, отнасящ се до предупреждение, чието неспазване не води до реални последици. 

## История
Отношенията между Китайската народна република и Съединените щати през 50-те и 60-те години на XX век се обтягат заради спора за статута на Тайван. Американски изтребители редовно патрулират в Тайванския проток, което Китай осъжда. Осъждането на тези патрули се извършва под фурмолировката на „последно предупреждение“. Китайската народна република отправя първото такова към Съединените щати на 7 септември 1958 г. по време на Втората криза в Тайванския пролив. До края на 1964 г. са отправени повече от 900 „последни предупреждения“, но тяхното пренебрегване не води до значими последствия.
Отправянето на тези предупреждения е било често обект на програмите на Съветското радио, позволявайки на съветското население да се запознае с израза. Изразът придолива фразеологичното значение на „празни заплахи“. С цел допълнителен хуморостичен ефект често са добавяни и числа към фразеологизма: „231-во последно китайско предупреждение“ и „850-о последно китайско предупреждение“. След Шанхайското комюнике от 1972 г., което довежда до затопляне на  отношенията между САЩ и Китай, фразеологизмът продължава да се използва във връзка с предупреждения в ситуации, които не са свързани с политиката или Китай.
Фразеологизмът е популяризиран в англоезичните социални мрежи по време на подготовката за посещението на Нанси Пелоси в Тайван през 2022 г.